# Guerra dacia (86-89)
La guerra dacia de Domiciano (86-89) fue una campaña militar del emperador romano Domiciano contra el reino de Dacia gobernado por el rey Decébalo. Fue parte de las varias campañas de este emperador contra los pueblos al norte de su imperio.

## Campaña de Germania
En 83, Domiciano movilizó cerca de cinco legiones más auxiliares, en total 80 000 hombres, contra las tribus germanas que vivían en los Campos Decumanos zona de importante valor estratégico, ya que ahí era por donde los germanos podían invadir fácilmente el imperio sin pasar por el Rin o el Danubio. Entre julio y agosto conquistó a los catos y matiacos, aliados de los queruscos y hermunduros.
Entre el 84 y el 85, los romanos avanzaron y desplazaron la línea fortificada (limes) al norte a fin de contener cualquier intento de invasión germana; en 89 los romanos sometieron una rebelión de los catos y se nombra gobernador al general Lucio Volusio Saturnino.

## Campaña de Dacia
En el invierno de 85-86 las incursiones de los dacios contra el territorio romano, particularmente en las provincias de Mesia se multiplicaron y terminaron con la muerte en una emboscada de Opio Sabino, legado de Moesia, lo que hizo necesario que Domiciano tomase medidas para hacer frente a unos crecidos dacios. 
En 86, los romanos dividieron Mesia en dos provincias: la Inferior y la Superior, para una mejor organización en la campaña. El mismo emperador llegó al frente, junto con su prefecto del pretorio, quien fue muerto en una de las confrontaciones. Roma movilizó 100 000 soldados a las órdenes de Lucio Tetio Juliano para invadir a los dacios, pueblo que ya el año anterior había atacado Mesia y dado muerte a su gobernador, el mencionado legado Opio Sabino. Los romanos intentaron atacar el país en 87 y 88 sin éxito. Sin embargo, en el mismo 88 obtuvieron la primera victoria digna de ese nombre, en la segunda batalla de Tapae. Poco después se firmó la paz; recibiendo el rey de los dacios una corona, dinero y orientación técnica, lo que a ojos de muchos senadores no era otra cosa que una paz comprada, indigna de Roma. No obstante, en 89 se planeó otra ofensiva pero los romanos no pudieron llevarla a cabo por la rebelión de Lucio Antonio Saturnino en Germania Superior y otra rebelión en Panonia.

## Campaña de Panonia
Entre 89 y 95, Domiciano fue obligado a hacer campaña contra los rebeldes locales y contra la posterior invasión germana. Movilizó cerca de 100 000 soldados y posteriormente dejó a cargo de la campaña al entonces general Trajano.
En 89 Domiciano llegó con su ejército a la provincia y estableció su campamento base en Carnuntum. Movilizó diez legiones, 120 000 hombres en total. El ejército romano estableció su línea defensiva en el Danubio, contra los marcomanos, y rápidamente sometió a los rebeldes.
En el año 92 el emperador marchó contra senmonios, lugios y suevos, lo que llevó a la rebelión de los cuados y sármatas yázigas, y a una victoria romana en la fortaleza de Aquincum. Los romanos atacaron en Eslovaquia a los cuados y en el valle del Tisza a los yázigas. El general Lucio Tario Rufo fue puesto a cargo de la provincia pero fue vencido en la batalla de Adamclisi por un ejército de 10 000 jinetes roxolanos, dacios y sármatas. La Legio XXI Rapax fue destruida y la Legio V Alaudae apenas se salvó. Domiciano se vio obligado a pedir la paz.
Entre 95 y 97 el futuro emperador Trajano fue puesto al mando de un poderoso ejército con el fin de derrotar a los germanos. Atacó la Sarmatia, tierra de los yázigas y las regiones de la Marcomania de los marcomanos, cuados y demás aliados. Destacó el legado de la Legio XIII Gemina Cayo Belicio Flaco Torcuato, quien logró varias victorias contra yázigas y germanos. También destacó el centurión Lucio Aconio Estatura por su valor. Domiciano no vivió para ver los éxitos de sus campañas, fue asesinado en 96. El nuevo emperador Nerva premió a Trajano con el título de Germánico y lo nombró su sucesor.